# مارك لي (فنان)
مارك لي قالب:سويسري هي فنانة معاصرة تعمل في مجموعة متنوعة وواسعة من وسائل الإعلام، بما في ذلك التصوير، الطباعة، وسائل الإعلام المختلطة، التثبيت.

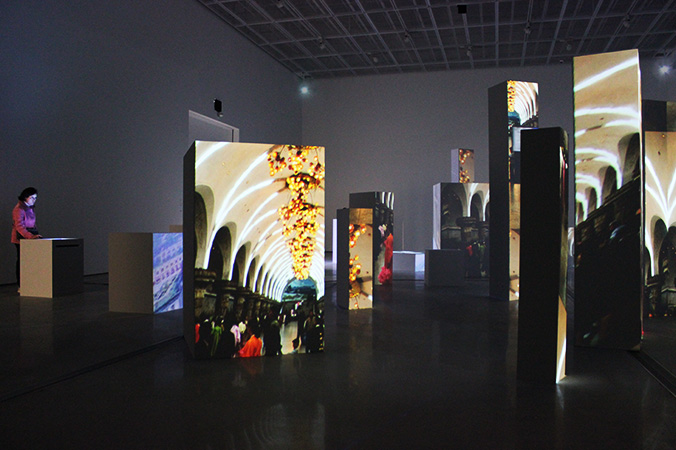
المدن المتحركة ، 2013 ، المتحف الوطني للفن الحديث والمعاصر ، سيول ، كوريا

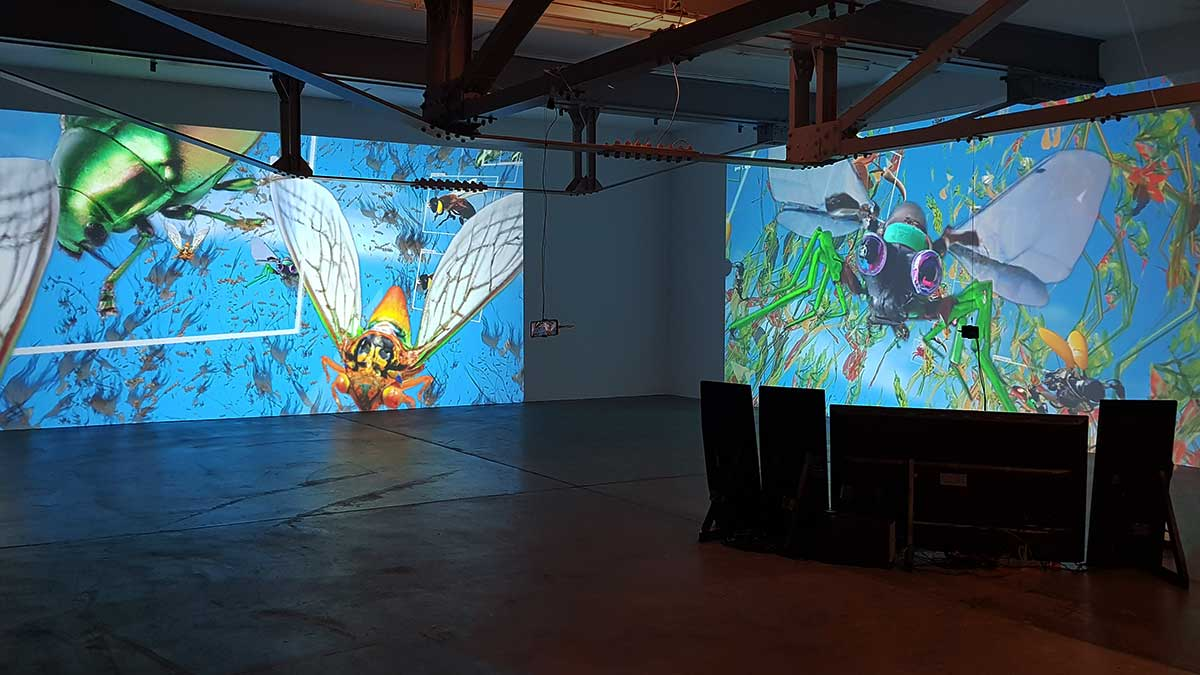
Speculative Evolution, 2024, Kunsthalle Schaffhausen, سويسرا

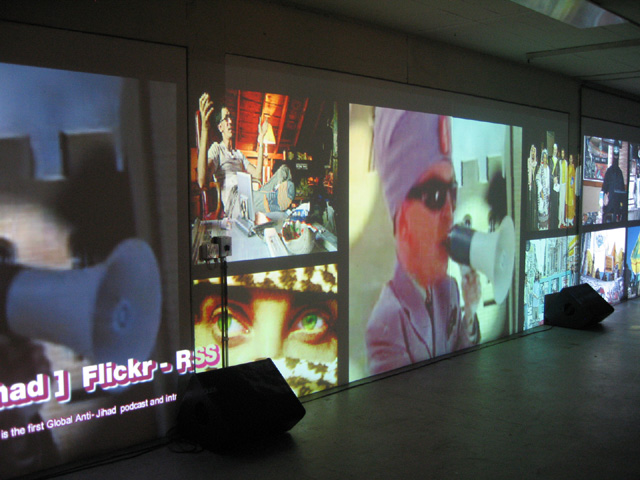
Breaking The News, 2007, Dock 18, Zürich, سويسرا

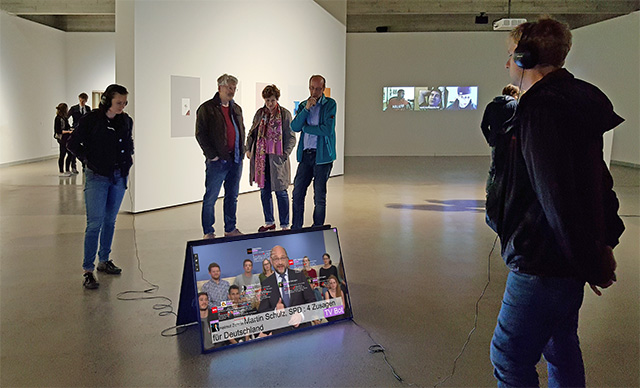
TV Bot, 2017, Port25, Mannheim, ألمانيا

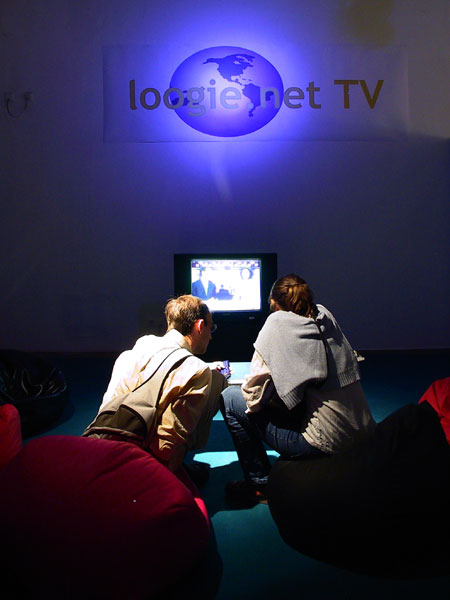
Loogie.net TV, 2004, Ars Electronica, Linz, النمسا

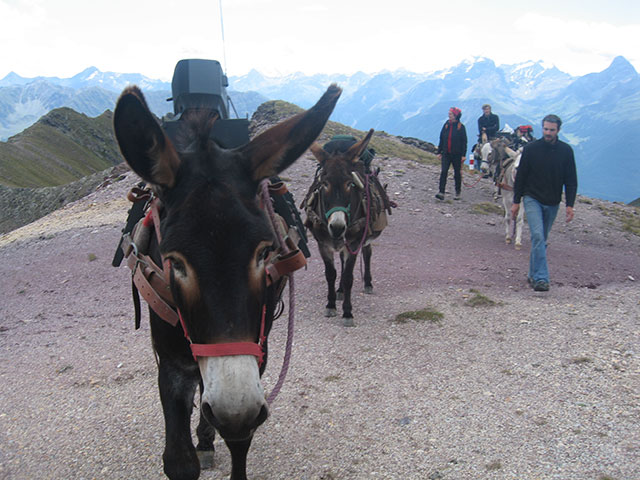
Media Donkeys, 2011, Martüel, سويسرا

## سيرة ذاتية
(مارك لي) هو فنان سويسري يستخدم في عمله الوسائط الجديدة. منذ عام 1999، يصنع (لي) أعمالًا بوسائط مختلفة منها مشاريع فنية تفاعلية ترتكز على مفهوم الشبكات، وأعمالًا مركبة تفاعلية، وأعمال تنتمي إلى فنون الميديا وفن الإنترنت، وأعمالًا أدائية، وأعمال فيديو. يقوم (لي) بالتجريب في مجال تكنولوجيا المعلومات والاتصالات، وذلك في إطار ممارساته للفن المعاصر، لتعكس أعماله جوانب تتعلق بمفاهيم الإبداع، والثقافة، والمجتمع، والاقتصاد، والسياسة.

## المعارض
عرضت أعماله في كبرى المتاحف، وفي معارض الوسائط الجديدة؛ منها (زد كيه إم كارلسروها)، ومتحف (نيو ميوزيوم) بنيويورك، و(ترانسميديال) ببرلين، و(آرس إليكترونيكا) بمدينة لينز، و(إتش إم كيه في) بدورتموند، و(هيك بازل)، ومتحف (فوتوميوزيوم فينترثور)، ومهرجان (ريد مي) بموسكو، و(سي إي سي) بنيو دلهي، ومتحف (موما) بشانغاهاي، و(آي سي سي) بطوكيو، ومركز فنون (نام جون بيك)، وكل من بينالي فنون الميديا و(إم إم سي إيه) بسيول.

## التعليم والخبرة في مجال التدريس
يقوم (لي) بالتدريس وإلقاء المحاضرات وإدارة ورش العمل في مجال الفن المعاصر، وفن البرمجيات في العديد من الكليات ومنها؛ أكاديمية الصين للفنون (سي سي إيه) بهانغزو، و(ستريلكا موسكو)، ومعهد شانغهاي للفنون البصرية (سيفا)، والمتحف القومي للفن الحديث والمعاصر (إم إم سي إيه) بسيول، و(زد إتش دي كيه) بزيوريخ.

## عمل فني مهم
عشرة آلاف مدينة متحركة؛ متماثلة ولكنها تختلف عن بعضها
عمل مركب تفاعلي
عمل قيد التطوير، النسخة الأولى، 2010
يتناول عمل «عشرة آلاف مدينة متحركة؛ متماثلة ولكنها تختلف عن بعضها» عمليتَي التمدُّن والعولمة في العصر الرقمي. يمر جمهور العمل عبر عوالم بصرية نُشرت سابقًا -من قبل أشخاص آخرين- عبر مواقع التواصل الاجتماعي؛ مثل يوتيوب، وفليكر، وتويتر. يتم من خلال العمل البث الحي لتلك الانطباعات الشخصية لتصبح بمثابة شبابيك جديدة تطل على عالمنا المتغير باستمرار. يشارك المشاهد -من خلال تفاعله مع العمل- في الحركات الاجتماعية بعصرنا الحالي، ويعكف على رحلة افتراضية داخل لوحة كولاج مكونة من صور وأصوات تتجدد باستمرار، كما يعاصر مواطن التشابه والاختلاف التي تحملها كل من تلك العوالم المختلفة من النواحي المحلية، والثقافية، واللغوية. في الفضاء الافتراضي يتم تحويل تلك البيانات إلى صور يتم إسقاطها على مكعبات معلقة على ارتفاعات مختلفة لتكون ما يشبه خط أفق. يتناول العمل التغير المستمر الذي يلحق المدن التي نعيش بها، في نفس الوقت التي تزداد فيه مواطن التشابه فيما بينها. ينتج عن ذلك أماكن (أو لا أماكن) غير متفردة ترمز إلى أماكن فقدت عبر الزمن بالمعنى الذي يشير إليه (مارك أوجيه) في كتابه ومقالته التي نشرها بعنوان «اللّا أماكن»، وهي أماكن قد تتواجد عبر جميع أنحاء العالم دون أن تمتلك هوية محلية حقيقية تميزها.